# بوبي مانويل
بوبي مانويل (بالإنجليزية: Bobby Manuel)‏ هو موسيقي أمريكي، ولد في 13 نوفمبر 1945.

## وصلات خارجية
- بوبي مانويل على موقع ميوزك برينز (الإنجليزية)
- بوبي مانويل على موقع ديسكوغز (الإنجليزية)